# Dynomiella glauca
Dynomiella glauca är en tvåvingeart som först beskrevs av Wirth 1956.  Dynomiella glauca ingår i släktet Dynomiella och familjen Canacidae. Inga underarter finns listade i Catalogue of Life.